# 五フッ化ニオブ
五フッ化ニオブ（ごフッかニオブ） または フッ化ニオブ(V)（フッかニオブ(ご)）はニオブの五フッ化物で、無色の結晶固体である。しばしばニオブ化学の出発物質として利用される。

## 生成
五フッ化ニオブはニオブ鉱石の精錬における中間物質であり、金属ニオブにフッ素またはフッ化水素を250〜00 ℃で直接反応させることで生成する。生成した五フッ化ニオブの蒸気を減圧下で120 ℃以下に保ったパイレックス管または石英管に通じると、無色結晶として得られる。
また、五塩化ニオブにフッ素を反応させることによって得ることもできる。
{\displaystyle {\ce {2NbCl5\ + 5F2 -> 2NbF5\ + 5Cl2}}}